# Plesiocolochirus
Genre
Plesiocolochirus est un genre d'holothuries (concombres de mer) de la famille des Cucumariidae. 

## Liste des espèces
Selon World Register of Marine Species (3 mars 2015) :
- Plesiocolochirus armatus (Marenzeller von, 1881) -- Mer de Chine et peut-être au-delà
- Plesiocolochirus australis (Ludwig, 1875) -- Australie tropicale jusqu'en Nouvelle Calédonie
- Plesiocolochirus challengeri (Théel, 1886) -- Australie tropicale
- Plesiocolochirus dispar (Lampert, 1889) -- Océan indien tropical jusqu'en Australie septentrionale
- Plesiocolochirus ignavus (Ludwig, 1875) -- Australie du sud-est et Nouvelle-Zélande
- Plesiocolochirus inornatus (Marenzeller von, 1881) -- Mer de Chine et peut-être au-delà
- Plesiocolochirus minaeus O'Loughlin in O'Loughlin et al., 2016 -- Nord-ouest de l'Australie
- Plesiocolochirus spinosus (Quoy & Gaimard, 1834) -- Australie tropicale
- Plesiocolochirus tessellarus (Cherbonnier, 1970) -- Afrique du sud et Mozambique

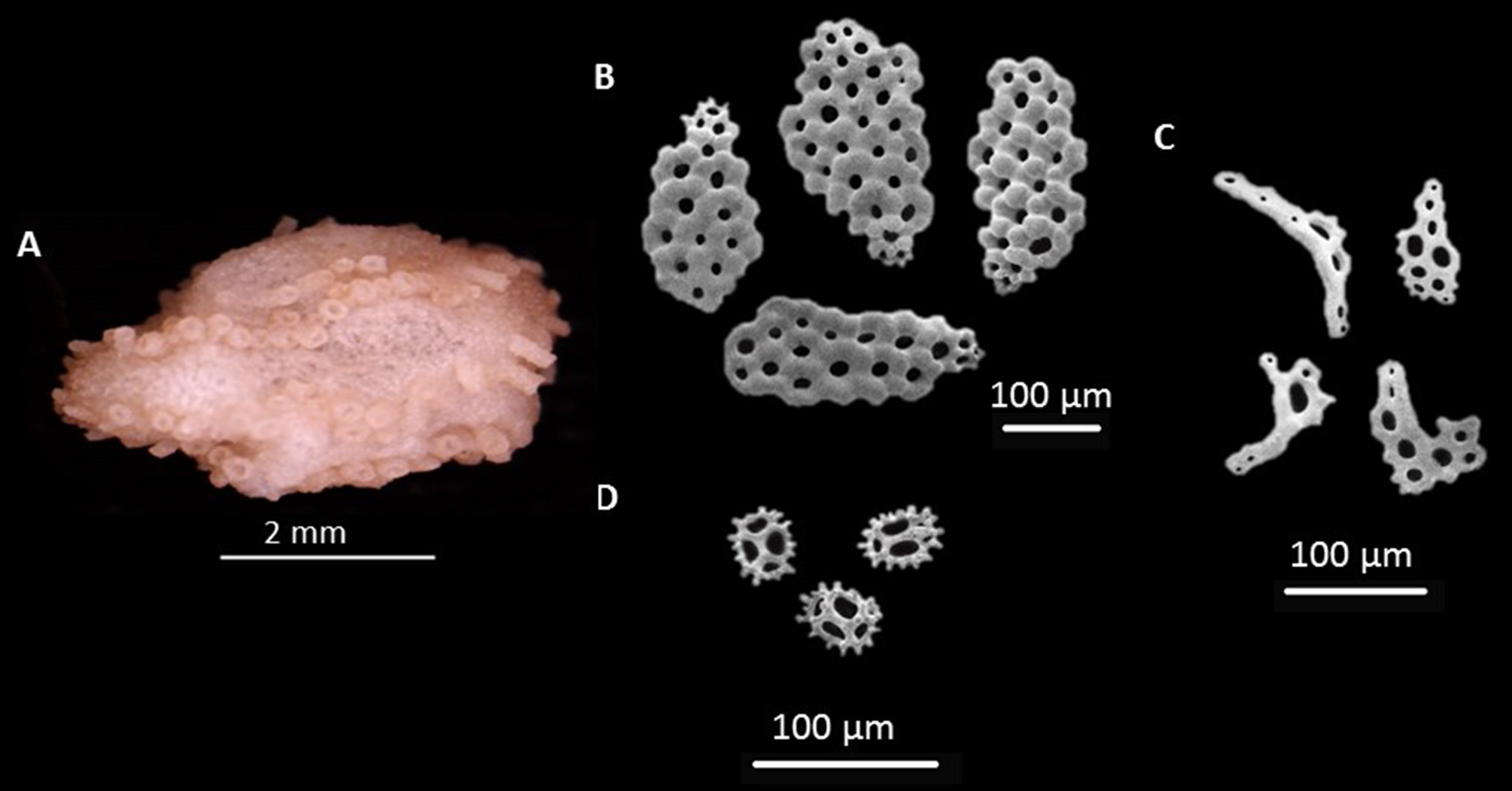